# Callipogon barbatum
Callipogon barbatum är en skalbaggsart som först beskrevs av Johan Christian Fabricius 1781.
Callipogon barbatum ingår i släktet Callipogon och familjen långhorningar. Artens utbredningsområde är Belize, Costa Rica, El Salvador, Guatemala, Honduras, Nicaragua och Panama. Inga underarter finns listade i Catalogue of Life.